# حشيشة البركة
حشيشة البَرَكَة أو الليرسيا أو اللِّرْسِية (باللاتينية: Leersia) جنس نباتي يتبع الفصيلة النجيلية من رتبة القبئيات. يضم ثلاثين نوعا مقبولا وأحد عشر أخرى لم يحسم وضعها بعد.

## من أنواعهاالواطنةفيالوطن العربي
- الليرسيا سداسية الأسدية (باللاتينية: Leersia hexandra) في بلاد الشام ومصر والمغرب العربي وإسبانيا